# Nogaredo
Nogaredo är en ort och kommun i provinsen Trento i regionen Trentino-Sydtyrolen i Italien. Kommunen hade 2 092 invånare (2018).